# Park Ridge, Illinois
Park Ridge là một thành phố thuộc quận Cook, tiểu bang Illinois, Hoa Kỳ. Năm 2010, dân số của thành phố này là 37480 người.

## Dân số
Dân số qua các năm:
- Năm 2000: 37775 người.
- Năm 2010: 37480 người.